# Pwintbyu
Pwintbyu är en kommun i Myanmar.   Den ligger i regionen Magwayregionen, i den centrala delen av landet, 170 km väster om huvudstaden Naypyidaw. Antalet invånare är 166 531.